# Argus As 292
L'Argus As 292 era un velivolo leggero senza pilota da ricognizione prodotto dall'azienda tedesca Argus Motoren GmbH negli anni quaranta ed utilizzato dalla Luftwaffe durante la seconda guerra mondiale.

## Storia
La necessità di poter disporre un maggior numero di velivoli da assegnare a missioni di ricognizione tattica favorì la sperimentazione di sistemi alternativi alla normale produzione aeronautica. Alla costituzione della Luftwaffe la Allgemeine Elektrizitäts-Gesellschaft (AEG) aveva proposto un elicottero monoposto a rotori controrotanti filoguidato e mosso da un motore elettrico, un progetto che però non incontrò l'interesse da parte delle autorità militari.
Gli anni successivi videro l'arma aerea dotarsi di velivoli convenzionali che ricoprivano il ruolo anche di cooperazione con le truppe di terra come l'Heinkel He 46 e l'Henschel Hs 122, poi valutare dei progetti sempre più specializzati, come l'Henschel Hs 126, che portarono in seguito, nel campo dei velivoli terrestri, a soluzioni più estreme che privilegiavano la superficie vetrata a disposizione degli osservatori, come il Focke-Wulf Fw 189 Uhu e l'asimmetrico Blohm & Voss BV 141.

### Sviluppo
In quegli anni venne seguita anche una soluzione alternativa, la sperimentazione di un piccolo velivolo senza pilota e dalla struttura semplicissima atta alla produzione in grande serie. La proposta venne dall'ufficio di progettazione della Argus Motoren, diretto a quel tempo da Fritz Gosslau, un'azienda che si occupava di motori aeronautici.
Gosslau propose di realizzare un aereo in miniatura, dalla struttura essenziale, costruito attorno ad un motore di piccola cilindrata che riuscisse ad erogare una potenza adeguata alle esigenze del velivolo. Il primo prototipo, portato in volo il 9 giugno 1937, era caratterizzato da un'ala dall'elevato angolo di diedro positivo collegata ad un semplice telaio costituito da un tubo ai cui vertici erano posizionati, anteriormente, un motore e, posteriormente, un semplice impennaggio. Una volta esaurito il combustibile poteva essere recuperato grazie al dispiegamento di un paracadute evitandone la distruzione.
Il motore aveva una cubatura di soli 70 cm³ ed era in grado di erogare una potenza pari a 3 PS (2,21 kW) che, abbinato ad un'elica bipala, erano sufficienti per consentire al velivolo una velocità intorno ai 100 km/h.
La commissione esaminatrice del Reichsluftfahrtministerium (RLM) rimase soddisfatta ma richiese un ulteriore sviluppo per poter dotare l'apparecchio di un'apparecchiatura radio. Il modello venne quindi dotato di una piccola fusoliera e, dato il maggior peso, equipaggiato con un motore più potente da 140 cm³ ed in grado di fornire circa 6-7 PS (4,41-5,15 kW), il quale forniva anche, tramite un collegamento ad un generatore elettrico, l'energia elettrica necessaria alle apparecchiature. L'intenzione era di poter utilizzare operativamente il nuovo sistema nella programmata campagna di Polonia e per lo sviluppo l'Argus si avvalse della collaborazione della Lorenz e della Deutsche Forschungsanstalt für Segelflug (DFS).
Il nuovo modello venne portato in volo con successo il 14 maggio 1939, comandato in remoto, quindi inviato a Rechlin presso il centro sperimentale della Luftwaffe. Il successivo 2 ottobre venne equipaggiato con una fotocamera ed impiegato per eseguire una serie di foto aeree dell'aeroporto di Rechlin-Lärz. Il nuovo successo determinò la soddisfazione dell'RLM e ne venne decisa la produzione in serie. Tuttavia non ricevette la priorità in quanto la necessità di poter disporre di motori per i propri aerei da combattimento fece scivolare la produzione. Con il procedere delle vicende legate alla seconda guerra mondiale il progetto perse l'interesse e la necessità di quando era stato concepito tuttavia ne venne prodotta una piccola serie di oltre 100 esemplari che risultavano come dotazione alla Luftwaffe nel periodo 1942-1943.

## Utilizzatori
Germania
- Luftwaffe